# アントン・ドメニコ・ガビアーニ

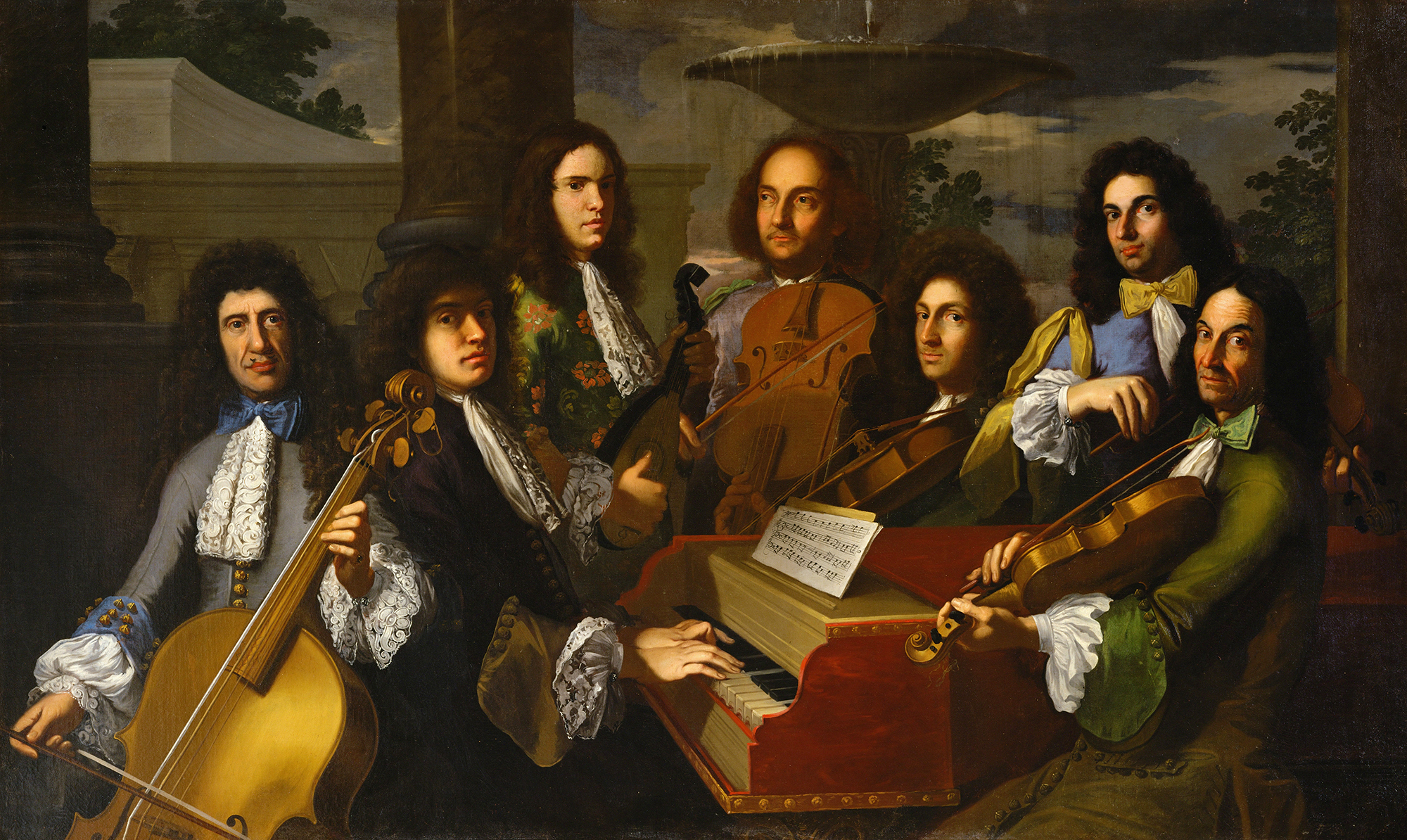
アントン・ドメニコ・ガビアーニ作「フェルディナンド・デ・メディチ王子の音楽家たち」(c.1685)、

アントン・ドメニコ・ガビアーニ（Anton Domenico Gabbiani、1652年2月13日 - 1726年11月22日）は、イタリアの画家である。フィレンツェなどで働き、肖像画や宗教画を描いた。

## 略歴
フィレンツェで生まれた。フィレンツェでフランドル出身の人物画家ユストゥス・スステルマンス（1597-1681）やフィレンツェ生まれの画家ヴィンチェンツォ・ダンディーニ（Vincenzo Dandini: 1607-1675）に学んだ。1673年にローマに移り、メディチ家の援助でローマに開かれていた美術学校で、チーロ・フェッリ（Ciro Ferri: 1634-1689 )やエルコレ・フェッラータ（Ercole Ferrata: 1610-1686)に学んだ。その後ヴェネツィアでセバスティアーノ・ボンベッリ（Sebastiano Bombelli: 1635-1719）のもとで修行した。
1680年にフィレンツェに戻ると、メディチ家の宮廷の人々の肖像画や、トスカーナの邸宅や宮殿の装飾画を描いた。
1699年に再びヴェネツィアに短期間、滞在した後、18世紀はじめから宗教的な題材の作品に専念した。トスカーナ大公子フェルディナンド・デ・メディチの注文で、サン・フレディアーノ・イン・チェステッロ教会（Chiesa di San Frediano in Cestello）の天井画「マグダラのマリアの被昇天」(1702/1718）を描き、これはガビアーニの代表作の1つと考えられている。
1713年にフィレンツェのサン・フェリーチェ・イン・ピアッツァ教会（Chiesa di San Felice in Piazza）の天井画を描いていた時に足場から落ちて亡くなった。
弟子にはジョヴァンニ・バッティスタ・チプリアーニ（1727-1785）やベネデット・ルティ（1666-1724）、ラニエーリ・デル・パーチェ（Ranieri Del Pace: 1681-1738）、トンマーゾ・レディ（Tommaso Redi: 1665-1726）、ジョヴァンナ・フラテリーニ（1666-1731）がいて、甥のガエターノ・ガビアーニ（Gaetano Gabbiani: ?-1750）も弟子であった。

## 作品

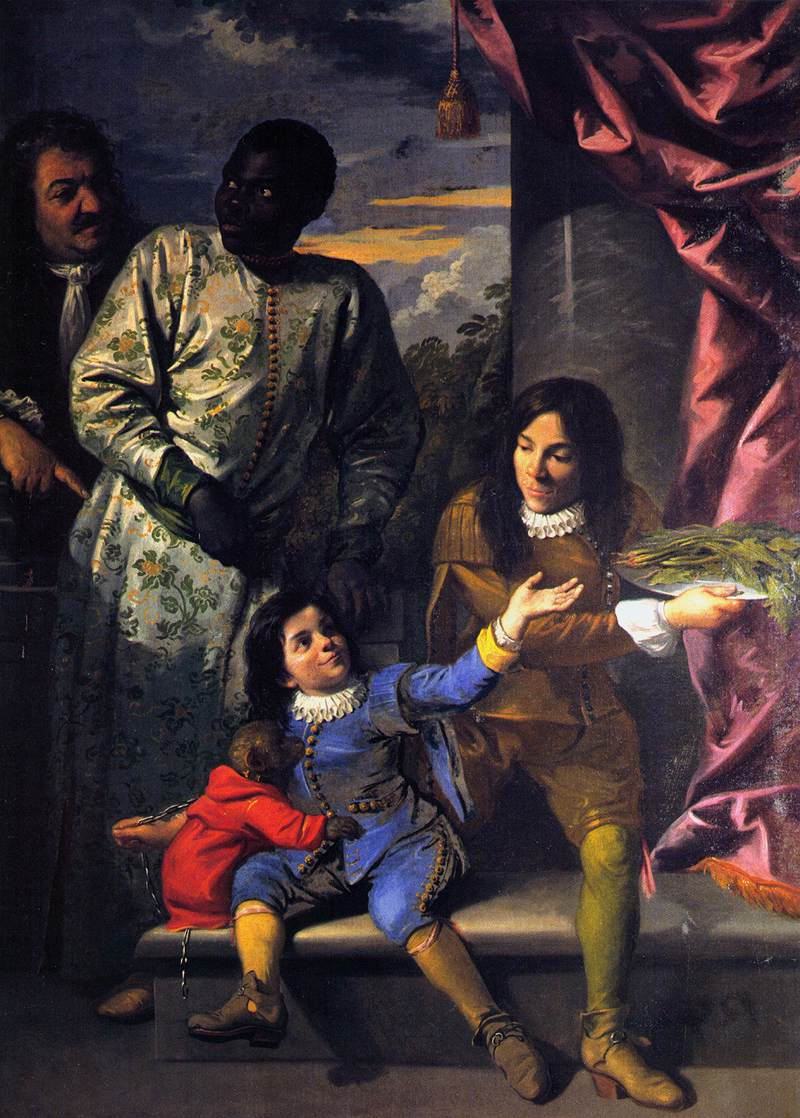
メディチ家の4人の召使の肖像画 (c.1684) ピッティ宮殿
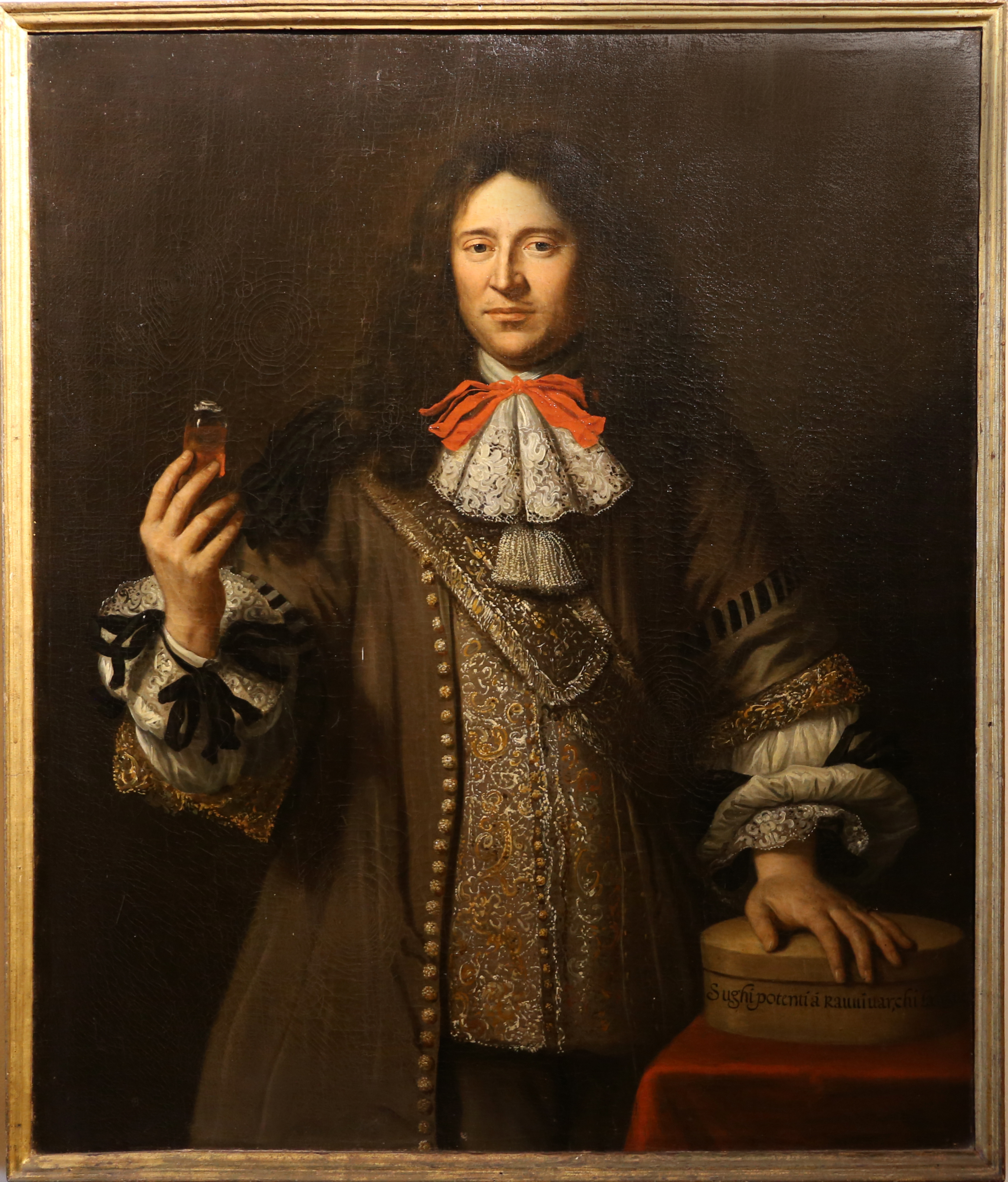
医師の肖像画 (c.1690) Museo Civico di Montepulciano
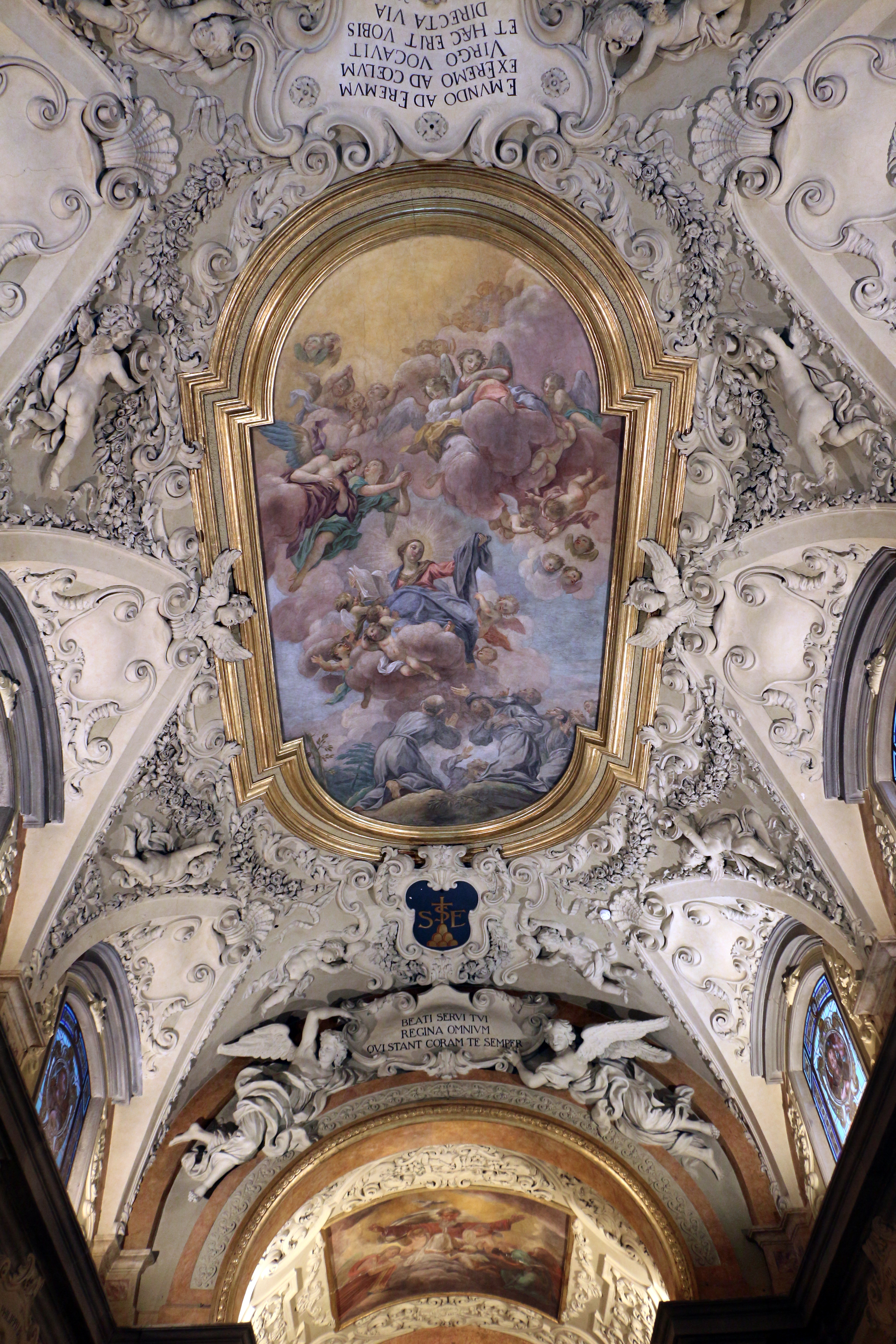
モンテセナリオ修道院の天井画（1718）
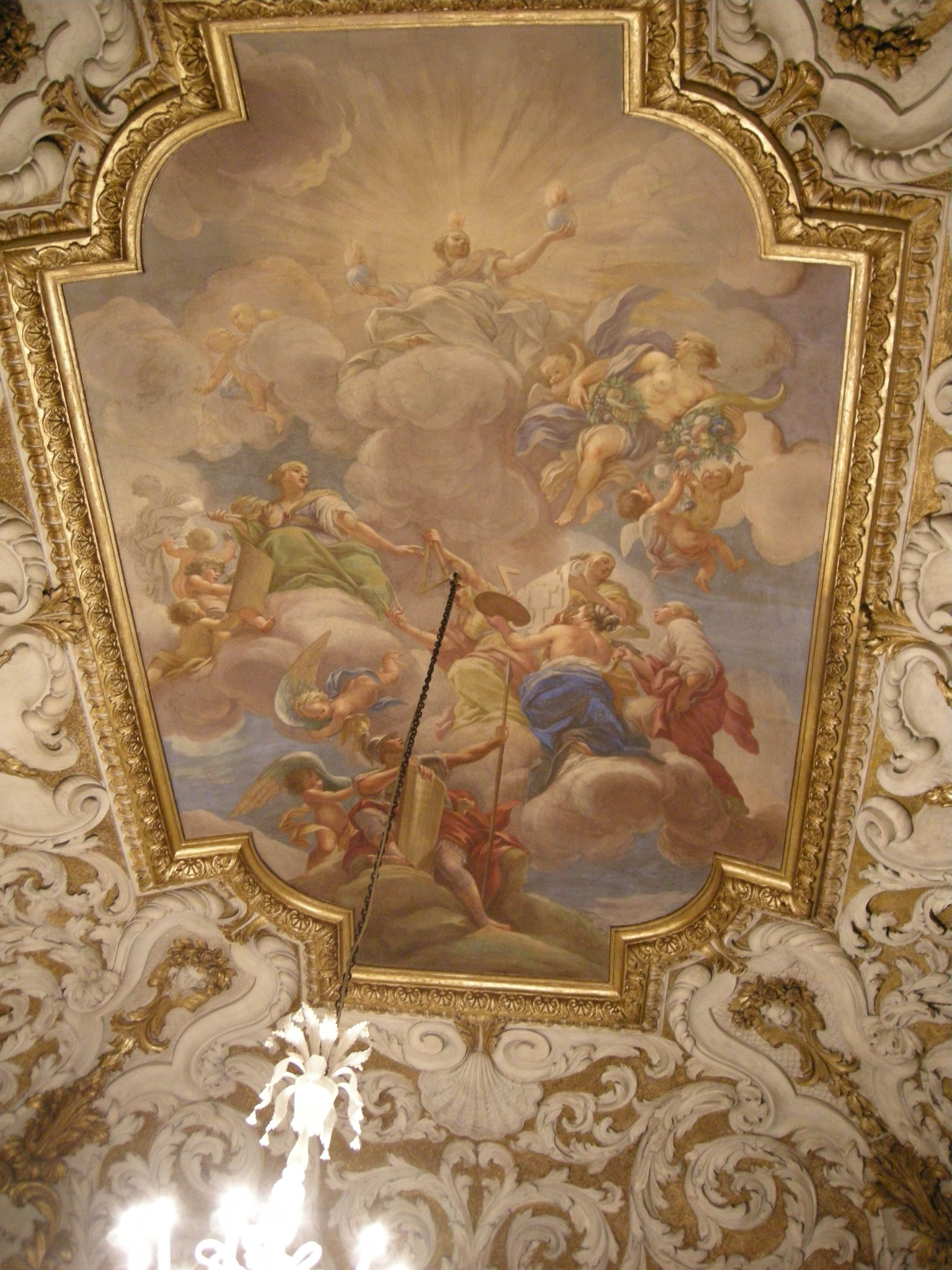
メディチ・リッカルディ宮殿の装飾画